# Хашеми Рафсанджани, Али Акбар
Али́ Акба́р Хашеми́ Рафсанджани́ (перс. علی اکبر هاشمی رفسنجانی‎; 25 августа 1934, дер. Нуг, близ г. Рефсенджан, провинция Керман, Иран — 8 января 2017, Тегеран, Иран) — иранский политик, государственный деятель, писатель, бывший председатель Совета по целесообразности. Председатель Исламского консультативного совета Ирана (1980—1989), президент Ирана (1989—1997 год).

## Биография

### Ранние годы. Революционная деятельность
Родился в провинции Керман в обеспеченной крестьянской семье, занимавшейся выращиванием фисташек. У него было семь братьев и сестер. В возрасте 14 лет покинул семью, чтобы изучать богословие в Куме. 
С 1948 по 1963 год учился в теологическом центре в Куме, где стал посещать лекции Рухоллы Мусави Хомейни по исламскому праву и стал его учеником. В этот период он увлекся политикой.
В начале 1960-х годов активно включился в антимонархическое движение. До Исламской революции в период за 15 лет 7 раз сидел в тюрьме за антиправительственную деятельность. Несмотря на антизападную позицию революционеров, он побывал в 20 штатах США. Хомейни видел в нем финансового менеджера революционной борьбы, а также связующее звено с другими революционными группами.

### После Исламской революции
В начале 1979 года был введён в состав Исламского революционного совета, являвшегося высшим органом власти Ирана, одновременно исполняя обязанности министра внутренних дел. Избирался в совет экспертов по составлению проекта конституции страны. 
В 1980—1989 годах являлся председателем Меджлиса. Сыграл важную роль в смещении Абольхасана Банисадра с поста президента в 1981 году и в создании Совета целесообразности, который он сам возглавлял в 1989—2017 годах. Одновременно служил в качестве одного из пятничных молитвенных имамов Тегерана (в течение следующих тридцати лет), представителя Хомейни в Высшем совете обороны (после смерти Мустафы Чамрана).
С 1988 года исполнял обязанности верховного главнокомандующего вооружёнными силами и был членом Высшего совета культурной революции Ирана. Отличался яркими ораторскими способностями. Убедил Хомейни согласиться на прекращение Ирано-иракской войны. Всего через три месяца после его назначения заместителем главнокомандующего Вооруженными силами Иран принял резолюцию 598 Совета Безопасности ООН, и восьмилетняя война закончилась.

### Президент Ирана
28 июля 1989 года был избран президентом Исламской Республики Иран, получив 96,1% голосов (вступил в должность 3 августа). Проводил политику экономически либеральную, политически авторитарную и философски традиционную. В период его президентства Иран испытал заметную либерализацию как в экономике, так и в социальной сфере. Поддерживал одобренный Всемирным банком курс на структурные преобразования, стремился создать современную индустриальную экономику, интегрированную в мировую экономику. Проводил реформы, нацеленные на создание в Иране полноценного свободного рынка, однако это привело к огромному росту инфляции — 49%. Обвинялся в коррупции внутри страны и репрессиях против инакомыслящих за ее пределами.
Среди поддерживаемых им проектов можно выделить Исламский университет Азад.
Начало президентства Рафсанджани совпало с кардинальными изменениями в мировой политике. Он положил начало отношениям Ирана с центральноазиатскими и закавказскими республиками бывшего СССР, выстроил новые отношения с Арабским миром. Впрочем, отношения с США оставались всё такими же напряжёнными. Осудил Войну в Персидском заливе. Инициировал оказание гуманитарной помощи жертвам конфликта, направив грузовики с едой и лекарствами в Ирак, при этом тысячи кувейтских беженцев получили убежище в Иране. Являлся сторонником ядерной программы Ирана, при этом вел успешные переговоры с Западом по этой проблеме.
Стал первым президентом Ирана, покинувшим пост по истечении полномочий. Летом 1999 года выступил с проповедью в Тегеранском университете, в которой высоко оценил применение правительством силы для подавления студенческих демонстраций.

### Лидер умеренных сил
Долгие годы являлся членом Ассоциации воинствующего духовенства. Был тесно связан с руководителями Партии лидеров строительства (Executives of Construction Party) и Партии умеренности и развития.
С октября 1989 года до конца жизни возглавлял Совета целесообразности Ирана.
В 2000 году был избран в Меджлис, занял 30-е или последнее место. Сначала он не входил в число 30 избранных представителей Тегерана, как было объявлено министерством внутренних дел Ирана, но Совет стражей конституции постановил, что многочисленные бюллетени признаны недействительными, это привело к обвинениям в фальсификации бюллетеней в его пользу. Однако вскоре он оставил работу в парламенте и возглавил Совет по целесообразности. В 2006 году был избран в Совет экспертов от Тегерана. В 2007—2011 годах занимал должность председателя Совета экспертов, что рассматривалось как весомое поражение консерваторов во главе с президентом Махмудом Ахмадинежадом. Постепенно взгляды политика становились все более либеральными. В своей речи 17 июля 2009 года он подверг критике ограничение средств массовой информации и подавление активистов, а также подчеркнул роль всенародного голосования в конституции Исламской Республики. Его проповедь в Тегеране слушали в тот день по разным оценкам от 1,5 до 2,5 миллионов человек.
Как во внешней, так и во внутренней политике Рафсанджани считался одним из наиболее влиятельных, прагматичных государственных деятелей Ирана.
В мае 2013 года зарегистрировался для участия в президентских выборах всего несколько минут до окончания срока подачи документов. Его кандидатуру поддержал бывший президент-реформатор Мохаммад Хатами. Однако вскоре Совет стражей Конституции отстранил его от участия в президентских выборах. В июне того же года он поддержал умеренного политика Хасана Рухани заявив, что этот кандидат более подходит на пост президента, чем другие.
Его деятельность способствовала избранию умеренного по своему составу парламента в 2016 года. При этом его отношения с духовным Лидером Ирана Али Хаменеи заметно ухудшились.

## Смерть
Хашеми скончался 8 января 2017 года в 19:30 (UTC+3:30) от сердечного приступа в бассейне. Как сообщают иранские государственные СМИ, он был немедленно доставлен в больницу Шохада-йе-Таджриш в северном Тегеране. На момент его смерти ему было 82 года. Правительство объявило трёхдневный национальный траур и государственный праздник в день его похорон. В Тегеране и других городах были подняты чёрные знамена, а на некоторых плакатах были изображены улыбающиеся Верховный лидер и Рафсанджани. Пятидневный траур также объявлен в южной провинции Керман, где находится родной город аятоллы Рафсанджани Рефсенджан.
Церемония прощания с ним прошла в Тегеранском университете, на ней молитву прочёл лично аятолла Хаменеи. Был похоронен в мавзолее Хомейни, своего соратника по исламской революции.

## Личная жизнь

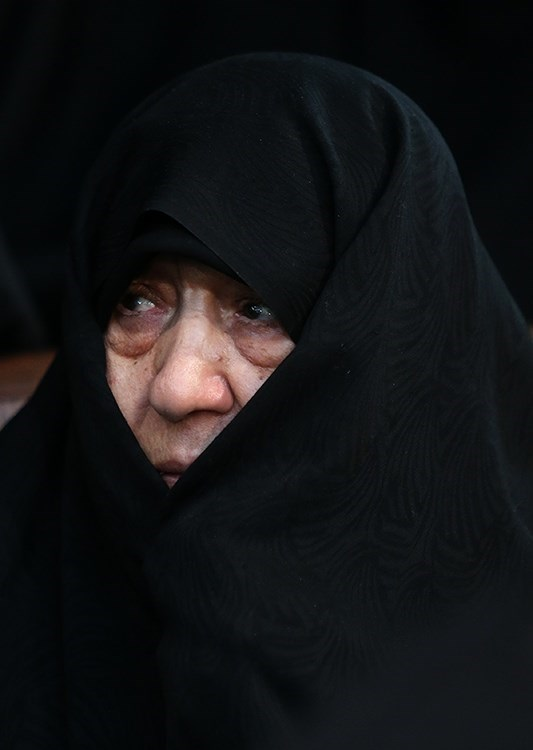
Эффат Мараши во время похорон своего мужа

Был женат на Эффат Мараши с 1958 года. Эффат Мараши является внучкой Великого аятоллы Мухаммада Казема Язди. У них родились пятеро детей: трое сыновей (Мохсен, Мехди и Ясер) и две дочери (Фатеме и Файезе). 
В 1997 году сын Рафсанджани оказался в центре скандала с французской компанией Total, которая якобы передала Мехди Рафсанджани 80 млн долларов за право нефтяных разработок на шельфе Ассалуйе. Расследование этого дела до сих пор продолжается во Франции.
Считался самым богатым человеком в Иране, однажды он даже попал в список сотни богатейших людей по версии Forbes. Благодаря своему состоянию на родине он получил прозвище Акбар Шах.

### Прозвище
Из-за слабого роста и редкости своей бороды, среди народа, оппозиционеров и оппозиционных СМИ, и даже среди соратников имел устойчивое прозвище куусэ́ (перс. کوسه‎), которым на персидском языке называют человека со слабой и негустой бородой.

## Дополнительные факты
Разыскивался правоохранителями Аргентины вместе с другими лидерами Ирана по обвинению в подготовке Теракта в Буэнос-Айресе (1994).
В 1997 году во время суда в Германии по делу об убийствах в ресторане на Миконосе было объявлено, что Рафсанджани, тогдашний президент Ирана, наряду с аятоллой Хаменеи, Велаяти и Фаллахианом, принимал участие в подготовке убийств иранских активистов оппозиции в Европе.
Находился в открытом конфликте с президентом Ахмадинежадом. Рафсанджани критиковал его администрацию за проведение чисток правительственных чиновников, медленный переход к приватизации и враждебную внешнюю политику, в частности политику в области атомной энергии. В ответ Ахмадинежад указывал, что Рафсанджани не смог дифференцировать приватизацию с коррумпированным поглощением государственных компаний, а проводимая им внешняя политика, привела к санкциям против Ирана в 1995 и 1996 годах. Он также неявно осудил Рафсанджани и его последователей, назвав тех, кто критикует его ядерную программу, предателями. Во время дебатов с Мир-Хоссейном Мусави на президентских выборах 2009 года Ахмадинежад обвинил Хашеми в коррупции. Тот в ответ выпустил открытое письмо, в котором он указал на то, что он назвал оскорблениями, ложью и ложными обвинениями президента, и просил верховного лидера страны Али Хаменеи вмешаться в ситуацию.

## Награды и премии
- Медаль Победы (Иран).
- Международная премия имени Махтумкули за 1997 год (12 мая 1997 года, Туркменистан)[10].